# 杉本竜一
杉本 竜一（すぎもと りゅういち、1951年 - ）は、日本のソングライター。東京都出身。東京藝術大学大学院修了後、ウィーン国立音楽アカデミーで学ぶ。映画音楽・ドラマ音楽、舞台音楽、合唱曲等幅広く手掛けている。

## 作品
- Tomorrow
- この星に生まれて
- BELIEVE
- 生きもの地球紀行 オープニングテーマ「生命のいぶき」（NHK）
- 天使のメッセージ
- 私と小鳥と鈴と（作曲）
- Wish~夢を信じて（作詞、作曲）
- Kiss your dreams
- さわやか自然百景 テーマ音楽「自然への祈り」（NHK）
- Forever
- NHKスペシャル「北極圏」サウンドトラック
- NHKスペシャル「北極圏」サウンドトラック2 （幻想の海／北極圏II）
- NHKニュース7音楽（1993年度 - 2008年度）
- 人間ビジョンスペシャル「知床悠久の半島」（2001年12月18日、北海道テレビ放送制作・テレビ朝日系全国ネット）
- 日本テレビ系列 いとこ同志  サウンドトラック（1992年）[1]
- 日本テレビ系列 子供が寝たあとで 音楽 （1992年）
- wi'll find the way